# Льобрегат
Льобрегат (исп. Río Llobregat, кат. Llobregat) — вторая по длине река в Каталонии (Испания). Начинается в восточных Пиренеях, в среднем течении пересекает Каталонские горы. Впадает в Балеарское море около международного аэропорта Барселоны (в 10 км к югу от самого города), образуя дельту площадью около 100 км². Крупный правый приток — Карденер.
Длина реки — 175 км. Высота истока — 1259 м над уровнем моря. Площадь водосборного бассейна — 4948 км².
Льобрегат несудоходна; на реке имеется ГЭС. В городе Марторель по мосту Дьявола реку пересекает древнеримская дорога Via Augusta. К северу от устья Льобрегат находятся скопления зернохранилищ, характерные для северных иберов, живших в этих местах во второй половине I века н. э.